# ジミー・アラパグ
ジミー・アラパグ (Jimmy Alapag、1977年12月30日 - ) はフィリピンのプロバスケットボール選手。愛称はマイティマウス（Mighty Mouse）。バスケットボールフィリピン代表主将。
2003年、フィリピンプロバスケットボールリーグ（PBA）のテキスターズにドラフト指名されてプロ選手となる。2003年のルーキー・オブ・ザ・イヤーを受賞。2010-11シーズンにはMVPを受賞。最多アシストのタイトルは6度獲得している。
2013年、マニラで開催されたFIBAアジア選手権で準優勝し、2014年FIBAバスケットボール・ワールドカップに自身初の出場を果たした。
2015年オフ、TNTトロバン・テキスターズからメラルコ・ボルツに移籍し引退。現在はコーチ。

## 賞歴
- 優勝
  - PBA All Filipino Cup Champion (2003)
  - PBA Commissioner's Cup champion (2011)
  - PBA Philippine Cup Champion (2009, 2011, 2012, 2013)
- 個人賞
  - PBA Commissioner's Cup Finals MVP (Jayson Castroと同時受賞) (2011)
  - PBA Most Valuable Player (2011)
  - PBA Commissioner's Cup Best Player of the Conference (2011)
  - PBA Rookie of The Year (2003)
  - PBA 3-Point Shootout Champion (2003)
  - PBA All-Star (2003-2011)
  - PBA All-Star MVP (Asi Taulavaと同時受賞) (2004)
  - PBA Mythical First Team (2003, 2005, 2011)
  - PBA All-Defensive First Team (2003)
  - Most Assists (2003, 2005, 2006, 2009, 2010, 2011)
  - POW Order of Merit (2009)